# Santa Croce (Napoli)
Santa Croce, nota anche come Santa Croce all'Orsolone, è una località di Napoli che fa parte del quartiere di Chiaiano nell'VIII Municipalità, prende il nome dall'omonima piazza Santa Croce.

## Geografia fisica
Santa Croce si trova in una zona prevalentemente collinare vicino ai Camaldoli, confina a nord con il comune di Marano di Napoli e con il quartiere di Chiaiano del quale essa fa parte, a sud con il Rione Alto e la zona ospedaliera, ad est con i Colli Aminei e ad ovest con zona dei Guantai e Nazareth.

## Monumenti e luoghi d'interesse
Nella zona è presente la parrocchia Santa Croce ad Orsolone.